# Куржино
Ку́ржино (рос. Куржино) — селище у складі Колпашевського району Томської області, Росія. Входить до складу Новоселовського сільського поселення.

## Населення
Населення — 168 осіб (2010; 247 у 2002).
Національний склад (станом на 2002 рік):
- росіяни — 85 %